# Démographie du Nicaragua
Cet article contient des statistiques sur la démographie du Nicaragua.
Le premier recensement mené au Nicaragua date de 1778 avec une population dépassant à peine 100 000 habitants. Les chiffres officiels de l'Institut national de la statistique et du recensement donnaient pour 1906  501,849 personnes et, pour 1950 1 049 611. Enfin le dernier recensement de 2005 donne un total de 5 142 098 habitants pour une densité de 42,7 habitants par kilomètre carré
La population du pays croît à un rythme de 1,8 % par an (un des plus élevés de l'hémisphère nord). Cette forte croissance est due à un taux de naissance élevé de  24/1000 et une baisse du taux de mortalité à 4,5/1000, ce qui laisserait une croissance naturelle de 2,03 % par an. Mais le taux de migration est nettement négatif, de sorte que la croissance de la population tombe à 1,8 % par an.

## Démographie par départements
| Département   | Population | % du total |
| ------------- | ---------- | ---------- |
| Managua       | 1,480,270  | 24.00%     |
| Matagalpa     | 547,500    | 8.88%      |
| R.A.A.N       | 476,298    | 7.72%      |
| Jinotega      | 438,412    | 7.11%      |
| Chinandega    | 419,753    | 6.81%      |
| León          | 399,879    | 6.48%      |
| R.A.A.S.      | 380,121    | 6.16%      |
| Masaya        | 361,914    | 5.87%      |
| Nueva Segovia | 361,914    | 5.87%      |
| Estelí        | 223,356    | 3.62%      |
| Granada       | 201,993    | 3.28%      |
| Chontales     | 201,993    | 3.10%      |
| Carazo        | 186,438    | 3.02%      |
| Rivas         | 172,289    | 2.79%      |
| Boaco         | 172,289    | 2.79%      |
| Madriz        | 158,705    | 2.57%      |
| Río San Juan  | 119,095    | 1.93%      |
| Total         | 6,167,237  | 100.00     |

Source: PRONicaragua, 2015

## Émigration
Globalement on estime de 1,5 à 2 millions le nombre de nicaraguayens qui vit à l'étranger, un grand nombre de façon clandestine. L'émigration a fortement augmenté depuis 1990 à cause de la pauvreté et du chômage.
Les Nicaraguayens sont parmi les populations d'Amérique centrale qui émigrent le plus aux États-Unis. Une partie importante de ce flux d'émigration traverse le Honduras, le Guatemala puis le Mexique dans le but de gagner les États Unis. Une émigration vers les autres pays d'Amérique centrale, notamment au Costa Rica, et le Mexique est mineure mais existante. Selon le recensement effectué par l'INEGI en 2000, 2464 Nicaraguéens vivaient au Mexique soit 0,5 % de la population de ce pays se déclarant être née à l'étranger. Ce chiffre est certainement sous estimé en raison de la situation de sans papiers de nombreux Nicaraguayens.

## Composition ethnique
La majorité de la population nicaraguayenne est composée à 69 % de métis (mélange amérindiens et blanc). Les 17 % de Blancs proviennent de l'immigration d'origine espagnole, allemande, italienne, portugaise et française. Métis et blancs résident principalement dans la région occidentale du pays et constituent donc 86 % de la population nicaraguayenne, soit environ 4,8 millions de personnes.
Environ 9 % de la population du Nicaragua est noire ou afro-nicaraguayenne et résident principalement sur la côte atlantique. Il s'agit des descendants des esclaves provenant de la Jamaïque alors que la région était sous protectorat britannique de fait.
Les 5 % restants sont les amérindiens, les descendants des peuples autochtones du pays. Le Nicaragua pré-colombien comportait de nombreuses tribus autonomes. Dans la région les Nicarao, qui ont donné leur nom au pays, et de nombreux autres groupes sont proches  par la culture et la langue des Mayas. La côte caraïbe du Nicaragua était habitée par des peuples autochtones du groupe Chibcha provenant d'Amérique du Sud : Miskitos, Sumos et Ramas.

## Sources
1. ↑  https://www.cia.gov/the-world-factbook/countries/nicaragua CIA World Factbook
2. ↑  Indicateurs du World-Factbook publié par la CIA.
3. ↑  Le taux de variation de la population 2018 correspond à la somme du solde naturel 2018 et du solde migratoire 2018 divisée par la population au 1er janvier 2018.
4. ↑  Indicateurs du World-Factbook publié par la CIA.
5. ↑  L'indicateur conjoncturel de fécondité (ICF) pour 2018 est la somme des taux de fécondité par âge observés en 2018. Cet indicateur peut être interprété comme le nombre moyen d'enfants qu'aurait une génération fictive de femmes qui connaîtrait, tout au long de leur vie féconde, les taux de fécondité par âge observés en 2018. Il est exprimé en nombre d’enfants par femme. C’est un indicateur synthétique des taux de fécondité par âge de 2018.
6. ↑  Indicateurs du World-Factbook publié par la CIA.
7. ↑   Le taux de natalité 2018 est le rapport du nombre de naissances vivantes en 2018 à la population totale moyenne de 2018.
8. ↑  Indicateurs du World-Factbook publié par la CIA.
9. ↑   Le taux de mortalité 2018 est le rapport du nombre de décès, au cours de 2018, à la population moyenne de 2018.
10. ↑  Indicateurs du World-Factbook publié par la CIA.
11. ↑  Le taux de mortalité infantile est le rapport entre le nombre d'enfants décédés à moins d'un an et l'ensemble des enfants nés vivants.
12. ↑  L'espérance de vie à la naissance en 2018 est égale à la durée de vie moyenne d'une génération fictive qui connaîtrait tout au long de son existence les conditions de mortalité par âge de 2018. C'est un indicateur synthétique des taux de mortalité par âge de 2018.
13. ↑  L'âge médian est l'âge qui divise la population en deux groupes numériquement égaux, la moitié est plus jeune et l'autre moitié est plus âgée.